# كاثلين تومسون
كاثلين تومسون (بالإنجليزية: Kathleen Thompson)‏ هي مؤرخة أمريكية، ولدت في 12 سبتمبر 1946 في شيكاغو في الولايات المتحدة.